# Lijst van nummer 1-hits in de 538 Top 50 in 2022
Deze hits stonden in 2022 op nummer 1 in de 538 Top 50, de hitlijst van de Nederlandse radiozender Radio 538.
| Nummer | Datum        | Artiest                                    | Titel                    |
| ------ | ------------ | ------------------------------------------ | ------------------------ |
| 37     | 7 januari    | Kris Kross Amsterdam, Antoon & Sigourney K | Vluchtstrook             |
|        | 14 januari   | Kris Kross Amsterdam, Antoon & Sigourney K | Vluchtstrook             |
| 38     | 21 januari   | Tiësto & Ava Max                           | The Motto                |
|        | 28 januari   | Tiësto & Ava Max                           | The Motto                |
|        | 4 februari   | Tiësto & Ava Max                           | The Motto                |
|        | 11 februari  | Tiësto & Ava Max                           | The Motto                |
|        | 18 februari  | Tiësto & Ava Max                           | The Motto                |
|        | 25 februari  | Tiësto & Ava Max                           | The Motto                |
|        | 4 maart      | Tiësto & Ava Max                           | The Motto                |
|        | 11 maart     | Tiësto & Ava Max                           | The Motto                |
|        | 18 maart     | Tiësto & Ava Max                           | The Motto                |
| 39     | 25 maart     | Antoon                                     | Hallo                    |
|        | 1 april      | Antoon                                     | Hallo                    |
|        | 8 april      | Antoon                                     | Hallo                    |
| 40     | 15 april     | Harry Styles                               | As It Was                |
|        | 22 april     | Harry Styles                               | As It Was                |
|        | 29 april     | Harry Styles                               | As It Was                |
|        | 6 mei        | Harry Styles                               | As It Was                |
|        | 13 mei       | Harry Styles                               | As It Was                |
|        | 20 mei       | Harry Styles                               | As It Was                |
|        | 27 mei       | Harry Styles                               | As It Was                |
|        | 3 juni       | Harry Styles                               | As It Was                |
|        | 10 juni      | Harry Styles                               | As It Was                |
|        | 17 juni      | Harry Styles                               | As It Was                |
|        | 24 juni      | Harry Styles                               | As It Was                |
|        | 1 juli       | Harry Styles                               | As It Was                |
|        | 8 juli       | Harry Styles                               | As It Was                |
|        | 15 juli      | Harry Styles                               | As It Was                |
|        | 22 juli      | Harry Styles                               | As It Was                |
|        | 29 juli      | Harry Styles                               | As It Was                |
|        | 5 augustus   | Harry Styles                               | As It Was                |
|        | 12 augustus  | Harry Styles                               | As It Was                |
|        | 19 augustus  | Harry Styles                               | As It Was                |
|        | 26 augustus  | Harry Styles                               | As It Was                |
| 41     | 2 september  | Rema                                       | Calm Down                |
|        | 9 september  | Rema                                       | Calm Down                |
| 42     | 16 september | David Guetta & Bebe Rexha                  | I'm Good (Blue)          |
|        | 23 september | David Guetta & Bebe Rexha                  | I'm Good (Blue)          |
|        | 2 oktober    | David Guetta & Bebe Rexha                  | I'm Good (Blue)          |
|        | 9 oktober    | David Guetta & Bebe Rexha                  | I'm Good (Blue)          |
|        | 16 oktober   | David Guetta & Bebe Rexha                  | I'm Good (Blue)          |
|        | 23 oktober   | David Guetta & Bebe Rexha                  | I'm Good (Blue)          |
|        | 30 oktober   | David Guetta & Bebe Rexha                  | I'm Good (Blue)          |
|        | 6 november   | David Guetta & Bebe Rexha                  | I'm Good (Blue)          |
|        | 13 november  | David Guetta & Bebe Rexha                  | I'm Good (Blue)          |
|        | 20 november  | David Guetta & Bebe Rexha                  | I'm Good (Blue)          |
|        | 27 november  | David Guetta & Bebe Rexha                  | I'm Good (Blue)          |
|        | 4 december   | David Guetta & Bebe Rexha                  | I'm Good (Blue)          |
|        | 11 december  | David Guetta & Bebe Rexha                  | I'm Good (Blue)          |
|        | 18 december  | David Guetta & Bebe Rexha                  | I'm Good (Blue)          |
| 43     | 25 december  | Claude                                     | Ladada (Mon dernier mot) |